# Церковь Илии Пророка (Ильинское, городской округ Домодедово)
Церковь Илии Пророка — храм Русской православной церкви в селе Ильинском (городской округ Домодедово) Московской области.
Адрес: Московская область, Домодедовский район, село Ильинское

## История
Впервые село упоминается в связи с великим князем Иваном Калитой в 1339 году — в селе Скульнев стан была воздвигнута Ильинская церковь, и оно стало называться Ильинским. В Смутные времена Ильинское было разорено. Впоследствии деревянная церковь неоднократно перестраивалась. К началу XIX века она настолько обветшала, что с 1814 года её причт был упразднен, а прихожане пользовались соседними приходами.
Вскоре жители обратились с просьбой к московскому архиепископу Августину разрешить им построить в селе новую каменную церковь, и в мае 1818 года они получили на это разрешение. Храм сооружался в 1819—1829 годах на пожертвования прихожан. Построенная новая каменная церковь в стиле провинциального классицизма представляла собой бесстолпный, двусветный храм с главкой, в нём был обустроен придел во имя Святого Николая. Старая деревянная церковь после этого была разобрана.
В 1838 году началось сооружение отдельно стоящей трехъярусной колокольни, объединённой с церковью притвором. В 1855 году для неё на пожертвования купца Василия Афанасьевича Шишлова приобрели 100-пудовый колокол, отлитый в Москве. В этом же году вокруг Ильинской церкви была построена каменная ограда. В 1894 году на средства прихожанина, владельца усадьбы в сельце Ляхово — Алексея Ивановича Варгина была достроена церковная сторожка и произведён частичный ремонт здания церкви, в частности был устроен мозаичный пол.
Выдержав годы Октябрьской революции, в советское время храм был закрыт, в нём располагались склад, магазин и общежитие. Только после распада СССР, в 1992 году он был возвращен верующим. 24 ноября 1996 года состоялось освящение храма Митрополитом Крутицким и Коломенским Ювеналием. Церковь была полностью восстановлена, и является в настоящее время действующей. Настоятель — протоиерей Владимир Загуменников.
В 2006 году под руководством архитектора И. П. Канаева в храме были проведены реставрационные работы.